# آرتوراس باریساس
آرتوراس باریساس (به زبان انگلیسی: Artūras Barysas) بازیگر، خواننده، عکاس و فیلمساز اهل کشور لیتوانی بود. وی را پدر پیشرو لیتوانی مدرن می‌دانند.